# لواشووکا
لواشووکا (به لاتین: Lewaszówka) یک روستا در لهستان است که در گمینا یاستژنبیا واقع شده‌است.